# Livia Rebreanu-Hulea
Livia Rebreanu-Hulea (n. 12 octombrie 1889, Maieru, județul Bistrița-Năsăud - d. 1972, Aiud, județul Alba) a fost o poetă română, care, alături de soțul ei Ovidiu Hulea, a fondat primul liceu cu predare în limba română (Liceul Titu Maiorescu) și primul ziar în limba română (Zorile) din Aiud. A fost sora mai mică a scriitorului Liviu Rebreanu. A fost membră a Uniunii Scriitorilor din România, fiind apreciată în special de Nicolae Iorga.

## Opera
Livia Rebreanu-Hulea a publicat în 1920 volumul de poezii „Răvașe-n tabără”, cuprinzând poezii din perioada 1914-1920. Acesta a fost singurul său volum de poezii publicat în timpul vieții.
„Încă din anii adolescenței, sufletul ei cald, ca și feminitatea atât de plăcută ce o avea a vibrat imens și adânc la evenimentele pe care le trăia neamul nostru, ca și gingașul sentiment de iubire ce este caracteristic tinerelor suflete. În timpul primului război a scris și publicat, în cele mai răspândite reviste din Ardeal, poezii care dădeau speranță și curaj atât celor care luptau cu arma în mână, cât și celor de acasă care-i așteptau. Primea multe scrisori de pe front, de la necunoscuți care-i cereau mereu versuri „hrană sufletească pentru acele grele zile și pentru marea speranță și așteptare. Chiar și unchiul Liviu încrezător în talentul ei îi scria din București și o îndemna să continue, publicându-i acolo poezii care au fost apreciate. După împlinirea marelui vis pe care i-a fost dat să-l trăiască și chiar să participe împreună cu soțul dânsei, Ovidiu Hulea, poet și patriot și el, la Marea Adunare Națională de la 1 Decembrie 1918, la Alba Iulia, poeziile ei au fost înmănunchiate și publicate în volumul cu sugestivul titlu: „Răvașe-n tabără” apărut în anul 1920.”—Maria Gligor, fiica Liviei Rebreanu-Hulea, despre „Răvașe-n tabără”
Ulterior, arhiva familiei Rebreanu a fost studiată de prof. dr. Mircea Cenușă, ieșind la iveală 35 de caiete (manuscris) ale Liviei Rebreanu-Hulea, care au fost adunate sub titlul rebrenian „Familia Herdelea”, jurnalul de călătorie „Însemnările unei pelerine” și caietul-manuscris numit „Îți mai aduci aminte?”, având ca subtitlu „Cu soțul meu, 1915-1955”.
Opera poetică:
- Răvașe-n tabără, Arad, Editura Librăriei Diecezane, 1920.
- Răvașe-n tabără, ediția a II-a, Cluj, 1929 (reeditată în 2014 de Ecou Transilvan).
- Poezii, Aiud, Casa de Cultură „Liviu Rebreanu”, 1999;
- Cântecele mele, memorii și versuri, Aiud, Centrul Cultural „Liviu Rebreanu”, 2008;
- Cântecele mele, memorii și versuri, Cluj-Napoca, Grinta, 2016;